# Kaba Gol
Kaba Gol (kinesiska: Haba He) är ett vattendrag i Kina. Det ligger i den autonoma regionen Xinjiang, i den nordvästra delen av landet, omkring 460 kilometer norr om regionhuvudstaden Ürümqi.
Genomsnittlig årsnederbörd är 299 millimeter. Den regnigaste månaden är juli, med i genomsnitt 44 mm nederbörd, och den torraste är april, med 8 mm nederbörd.